# Unitäres Element
In der Mathematik nennt man ein Element einer *-Algebra unitär, wenn es invertierbar ist und das adjungierte Element und das inverse Element dasselbe sind.

## Definition
Sei {\displaystyle {\mathcal {A}}} eine *-Algebra mit Einselement {\displaystyle e}, so heißt ein Element {\displaystyle a\in {\mathcal {A}}} unitär, falls {\displaystyle aa^{*}=a^{*}a=e}, also wenn {\displaystyle a} invertierbar ist und {\displaystyle a^{-1}=a^{*}} gilt.
Die Menge der unitären Elemente wird mit {\displaystyle {\mathcal {A}}_{U}} oder {\displaystyle U({\mathcal {A}})} bezeichnet.
Besonders interessant ist der Fall, bei dem {\displaystyle {\mathcal {A}}} eine vollständige normierte *-Algebra ist, die die C*-Eigenschaft ({\displaystyle \left\|a^{*}a\right\|=\left\|a\right\|^{2}\ \forall a\in {\mathcal {A}}}) erfüllt, eine sogenannte C*-Algebra.

## Kriterien
- Sei {\displaystyle {\mathcal {A}}} eine unitäre C*-Algebra und {\displaystyle a\in {\mathcal {A}}_{N}} ein normales Element. Genau dann ist {\displaystyle a} unitär, wenn das Spektrum {\displaystyle \sigma (a)} nur aus Elementen der Kreisgruppe {\displaystyle \mathbb {T} } besteht, das heißt {\displaystyle \sigma (a)\subseteq \mathbb {T} =\{\lambda \in \mathbb {C} \mid |\lambda |=1\}}.

## Beispiele
- Trivialerweise ist das Einselement {\displaystyle e} unitär.

- Sei {\displaystyle {\mathcal {A}}} eine unitäre C*-Algebra. Ist {\displaystyle a\in {\mathcal {A}}_{N}} ein normales Element einer C*-Algebra {\displaystyle {\mathcal {A}}}, dann definiert jede auf dem Spektrum {\displaystyle \sigma (a)} stetige Funktion {\displaystyle f}, mittels stetigem Funktionalkalkül ein unitäres Element {\displaystyle f(a)}, falls {\displaystyle f(\sigma (a))\subseteq \mathbb {T} }.

## Eigenschaften
Sei {\displaystyle {\mathcal {A}}} eine unitäre *-Algebra und {\displaystyle a,b\in {\mathcal {A}}_{U}}. Dann gilt:
- Das Element {\displaystyle ab} ist unitär, da {\textstyle ((ab)^{*})^{-1}=(b^{*}a^{*})^{-1}=(a^{*})^{-1}(b^{*})^{-1}=ab}. Insbesondere bildet {\displaystyle {\mathcal {A}}_{U}} eine multiplikative Gruppe.
- Das Element {\displaystyle a} ist normal.
- Das adjungierte Element {\displaystyle a^{*}} ist ebenfalls unitär, da {\displaystyle a=(a^{*})^{*}} für die Involution * gilt.
- Wenn {\displaystyle {\mathcal {A}}} eine C*-Algebra ist, hat {\displaystyle a} Norm 1, also {\displaystyle \left\|a\right\|=1}.